# راب كور

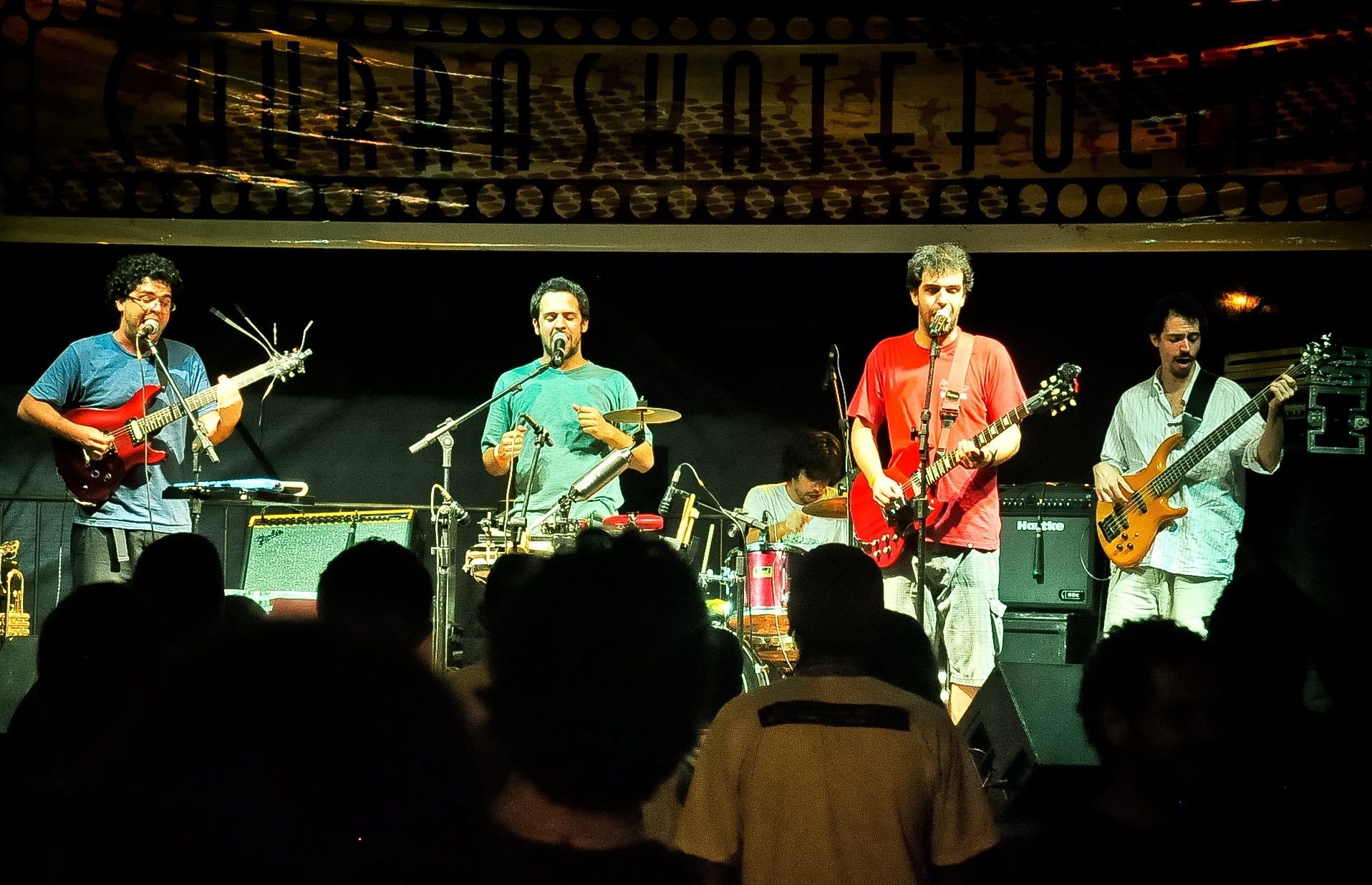
فرقة راب.

الراب كور (يشار إليه أحياناً باسم بانك راب) هو نوع فرعي من الراب روك. يعود أصل هذا النوع من الراب روك وهو نوع يدمج عناصر صوتية وآلية من الهيب هوب مع الروك.